# Jakob Olsson
Jakob Olsson, född den 14 augusti 1991, är en svensk fotbollsspelare (mittfältare) som spelar för Ljungskile SK.

## Karriär
Olssons moderklubb är Myckleby IK. Han gick 2005 till Örgryte IS som pojklagsspelare. I Superettan 2010 spelade han sexton matcher, varav sju från start, och gjorde två mål. Säsongen 2011 spelade ÖIS i division 1, och Olsson blev lagets främsta offensiva kraft med tolv mål och fyra assist på sexton matcher. 
Efter säsongen 2011 värvades Olsson till Gais. Från Gais lånades han ut till Sandnes Ulf. Mitt under säsongen 2013 gick Olsson till Ljungskile. Där gjorde han det bra och valde att skriva på för ytterligare två år.
I juli 2017 lånades Olsson ut till Varbergs BoIS för resten av säsongen.

## Karriärstatistik
| Klubb               | Säsong             | Liga               | Liga    | Liga | Svenska cupen | Svenska cupen | Övrigt  | Övrigt | Totalt  | Totalt |
| Klubb               | Säsong             | Division           | Matcher | Mål  | Matcher       | Mål           | Matcher | Mål    | Matcher | Mål    |
| ------------------- | ------------------ | ------------------ | ------- | ---- | ------------- | ------------- | ------- | ------ | ------- | ------ |
| Örgryte IS          | 2010               | Superettan         | 16      | 2    | 1             | 0             | —       | —      | 17      | 2      |
| Örgryte IS          | 2011               | Division 1 Södra   | 17      | 12   | 1             | 0             | —       | —      | 18      | 12     |
| Örgryte IS          | Totalt             | Totalt             | 33      | 14   | 2             | 0             | —       | —      | 35      | 14     |
| GAIS                | 2012               | Allsvenskan        | 27      | 5    | 1             | 1             | —       | —      | 28      | 6      |
| Sandnes Ulf (lån)   | 2013               | Tippeligaen        | 6       | 0    | —             | —             | —       | —      | 6       | 0      |
| Ljungskile SK       | 2013               | Superettan         | 10      | 3    | 1             | 0             | —       | —      | 11      | 3      |
| Ljungskile SK       | 2014               | Superettan         | 29      | 10   | 4             | 1             | 2       | 1      | 35      | 12     |
| Ljungskile SK       | 2015               | Superettan         | 29      | 4    | 4             | 1             | —       | —      | 33      | 5      |
| Ljungskile SK       | 2016               | Superettan         | 27      | 4    | 4             | 2             | —       | —      | 31      | 6      |
| Ljungskile SK       | 2017               | Division 1 Södra   | 14      | 0    | 3             | 0             | —       | —      | 17      | 0      |
| Ljungskile SK       | 2018               | Division 1 Södra   | 25      | 1    | 0             | 0             | —       | —      | 25      | 1      |
| Ljungskile SK       | 2019               | Division 1 Södra   | 24      | 1    | 0             | 0             | —       | —      | 24      | 1      |
| Ljungskile SK       | Totalt             | Totalt             | 158     | 23   | 16            | 4             | 2       | 1      | 176     | 28     |
| Varbergs BoIS (lån) | 2017               | Superettan         | 14      | 5    | 1             | 0             | —       | —      | 15      | 5      |
| Totalt i karriären  | Totalt i karriären | Totalt i karriären | 238     | 47   | 20            | 5             | 2       | 1      | 260     | 53     |

1. ↑  Uppflyttningskvalmatcher mot Gefle IF.[7][8]